# Donna's top 2000
Tussen 1992 en begin 2009 zond de Belgische zender Radio Donna elke laatste week van het jaar haar eindejaarstop uit. Tot en met 2000 ging die door het leven als Donna's top 2000, vanaf dan werd er elk jaar één lied meer gespeeld, zodat het jaartal in de titel van het programma stond. Traditioneel werd het programma uitgezonden tussen Kerstmis en Nieuwjaar, waarbij de nummer één op oudejaarsavond werd gespeeld; de laatste jaren werd het programma echter vroeger in het najaar geprogrammeerd.

## Geschiedenis
De groep Queen stond, met hun lied Bohemian Rhapsody sinds de start op de eerste plaats tot in 2007, toen ze door Bryan Adams werd afgelost met het nummer Summer of '69. Enkele weken voor het begin van de top kon iedereen drie liedjes insturen die zeker in de top moesten komen. Dit bleef in de latere versies ook tijdens het afspelen van de eerste liedjes mogelijk voor de top 100. In 2007 werden meer dan 100.000 top 3's ingestuurd, waarvan 28.427 na het starten van de top.
Er werden oorspronkelijk telkens evenveel platen gedraaid als het jaartal; zo draaide men 2000 liedjes in het jaar 2000. De naam veranderde elk jaar. Zo heette de Eindejaarstop in 2005 de "Top 2005". In 2007 werd echter van dit principe afgestapt en heette de Eindejaarstop weer gewoon "Top 2000". Ook de datum van de marathonuitzending werd gewijzigd; in 2008 werd uitgezonden tussen 8 en 14 december. De laatste jaren startte men op 25 december om 17 uur en liep de uitzending tot 31 december 20 uur. De eindejaarslijst bleef door de verschuiving uit het vaarwater van Music For Life, het eindejaarsevenement van Studio Brussel. Dat vond dat jaar plaats van 19 tot 24 december.
Presentatoren wisselden elkaar af, want men ging ook 's nachts door met het uitzenden van de Eindejaarstop. De finale (top 100) werd tot 2005 steevast gepresenteerd door Leen Demaré en Evert Venema. Vanaf 2006 werd de finale gepresenteerd door David Van Ooteghem en Ann Reymen. Dat jaar werd voor de eerste keer rechtstreeks uitgezonden vanuit een studio op de Grote Markt in Sint-Truiden. In 2007 werd de top uitgezonden vanuit het Wijnegem Shopping Center. In 2008 presenteerden David Van Ooteghem en Evy Gruyaert. Na 16 jaar aan de top te hebben gestaan, zakte Queen dat jaar van nummer 1 naar nummer 2. Summer of 69 van Bryan Adams werd verkozen tot beste lied. In augustus 2008 kondigde de VRT aan dat het Radio Donna zou gaan opdoeken. Daarom wilde de zender graag op een bijzonder manier een streep trekken onder 16 jaar Radio Donna, dus maakte men van de "top 2000" de "top 5000".
Ook MNM zet de eindejaarslijst voort. In 2009 was daar de MNM1000 te horen.

## Overzicht per jaar
| StatistiekenJaar | Positie 1                 | Positie 2                                     | Positie 3                                 |
| ---------------- | ------------------------- | --------------------------------------------- | ----------------------------------------- |
| 2000             | Bohemian Rhapsody Queen   | Summer of '69 Bryan Adams                     | Paradise By The Dashboard Light Meat Loaf |
| 2001             | Bohemian Rhapsody Queen   | Paradise By The Dashboard Light Meat Loaf     | Summer of '69 Bryan Adams                 |
| 2002             | Bohemian Rhapsody Queen   | Summer of '69 Bryan Adams                     | Paradise By The Dashboard Light Meat Loaf |
| 2003             | Bohemian Rhapsody Queen   | Summer of '69 Bryan Adams                     | With Or Without You U2                    |
| 2004             | Bohemian Rhapsody Queen   | (Everything I Do) I Do It for You Bryan Adams | Beautiful Day U2                          |
| 2005             | Bohemian Rhapsody Queen   | Summer of '69 Bryan Adams                     | Mia Gorki                                 |
| 2006             | Bohemian Rhapsody Queen   | Mia Gorki                                     | Summer of '69 Bryan Adams                 |
| 2007             | Unbelievable EMF          | U Remind Me Usher                             | Tragedy Bee Gees                          |
| 2008             | Summer of '69 Bryan Adams | Afscheid van een vriend Clouseau              | Bohemian Rhapsody Queen                   |

## Top-trivia
- Queen stond onafgebroken sinds 1992 op 1, maar in 2007 en 2008 won Bryan Adams met Summer of '69.
- Bij de start in 1992 stond Dyna-mite van Mud op 30. In 2006 stond het niet meer bij de eerste 2000.
- Hoogste nieuwe ooit was My Heart Will Go On van Céline Dion in 1998 op 7. Always van Bon Jovi kwam in 1994 nieuw binnen op 12 en Scars van Stan Van Samang in 2007 op 13.
- Clouseau stond met 33 nummers in de Top 2006. The Beatles met 30, Madonna en Queen met 29, U2 met 26. In 2007 kwam Clouseau 32 keer voor.
- Grootste verliezers uit de top 20 sinds de invoering zijn (plaats 1992 versus plaats 2006): Nights in White Satin van Moody Blues van 7 naar 184, A Whiter Shade of Pale van Procol Harum van 13 naar 225, Lola (nummer) van The Kinks van 18 naar 408 en Born to Be Wild van Steppenwolf van 20 naar 1027. In 1992 stond Roy Orbison nog met drie nummers in de top 100, in 2007 stond hij met geen enkel nummer in de top 2000.